# Nostorf
Nostorf är en kommun och ort i Landkreis Ludwigslust-Parchim i förbundslandet Mecklenburg-Vorpommern i Tyskland. 
Kommunen har Ortsteilen Nostorf, Bickhusen, Horst och Rensdorf.
Kommunen ingår i kommunalförbundet Amt Boizenburg-Land tillsammans med kommunerna Bengerstorf, Besitz, Brahlstorf, Dersenow, Gresse, Greven, Neu Gülze, Schwanheide, Teldau och Tessin bei Boizenburg.